# Ratej
Ratej je priimek več znanih Slovencev:
- Ana Martinjak Ratej, teologinja in filozofinja
- Anton Ratej (1953 - 2011), duhovnik
- Bojan Ratej, oblikovalec lesa
- Franci - Frenk Ratej, likovni ustvarjalec z lesom, intarzist ...
- Ira Ratej (*1963), dramaturginja in režiserka (hči Dušana Pirjevca in Olge Ratej)
- Ivo Ratej (*1941), slovensko-hrvaški hokejist
- Jože Ratej (*1978), geolog
- Maja Ratej, novinarka
- Martina Ratej (*1981), atletinja, metalka kopja
- Mateja Ratej (*1974), zgodovinarka, publicistka
- Olga Ratej (1924 - 1996), novinarka, kulturna urednica, prevajalka
- Roman Ratej, bobnar, tolkalist
- Zlatko Ratej, pravnik, državni sekretar na Ministrstvu za pravosodje